# Mazda LM55 Vision Gran Turismo
 (mars 2025).
Motif : concept car désigné uniquement pour un jeu vidéo, notoriété suffisante attestante une vraie reconnaissance dans la durée ?
- Archive Wikiwix
- Bing
- Cairn
- DuckDuckGo
- E. Universalis
- Gallica
- Google
- G. Books
- G. News
- G. Scholar
- Persée
- Qwant
- (zh) Baidu
- (ru) Yandex
- (wd) trouver des œuvres sur Wikidata

| 1. | Préciser le motif de la pose du bandeau. | Précisez le motif de la pose du bandeau en utilisant la syntaxe suivante : {{admissibilité à vérifier\|date=avril 2025\|motif=remplacez ce texte par le motif}}                                     |
| 2. | Informer les utilisateurs concernés.     | Pensez à avertir le créateur de l'article, par exemple, en insérant le code ci-dessous sur sa page de discussion : {{subst:avertissement admissibilité à vérifier\|Mazda LM55 Vision Gran Turismo}} |

La Mazda LM55 Vision Gran Turismo est un concept car du constructeur automobile Japonais Mazda présenté en 2014 pour le jeu vidéo de course automobile Gran Turismo 6.
Le projet Vision Gran Turismo est initié par Kazunori Yamauchi à l'occasion de l'anniversaire des 15 ans du jeu Gran Turismo, il invite les constructeurs à proposer leur version d'une barquette sportive ultime pour le jeu.